# De Welvaart (waterschap)
De Welvaart is een voormalig waterschap in de Nederlandse provincie Groningen.
Het schap lag ten zuiden van Blijham, ten westen van Wedderveer. De noordoostgrens lag op de Louwdijk, de westgrens op de Hoofdweg-Wedderveen, de zuidwestgrens 350 m westelijk van de Tritonlaan en de noordwestgrens op de Driepoldersweg. De bemaling van het gebied bij Wedderveer bestond als sinds 1849 als molenkolonie, maar pas in 1909 kreeg het een reglement waarbij het een officieel waterschap werd. De molen, die bij de T-splitsing van de Hoofdweg met de Albert Wubsweg stond, sloeg uit op de Westerwoldse Aa. 
Waterstaatkundig gezien ligt het gebied sinds 2000 binnen dat van het waterschap Hunze en Aa's.